# Man Power Citizens’ Association
 (novembre 2022).
La Man Power Citizens’ Association (MPCA) est un syndicat de Guyane britannique.
En 1946, Cheddi Jagan rejoint le syndicat dont il devient plus tard le trésorier,.